# Tipulodina nettingi
Tipulodina nettingi är en tvåvingeart som först beskrevs av Young 1999.  Tipulodina nettingi ingår i släktet Tipulodina och familjen storharkrankar. Inga underarter finns listade i Catalogue of Life.